# Clube Atlético Monte Líbano
O Clube Atlético Monte Líbano é um clube poliesportivo da cidade de São Paulo, fundado pela colônia libanesa em 4 de abril de 1934. Com as cores azul e branca, sua sede localiza-se no Jardim Lusitânia, na Avenida República do Líbano.
Criado por conta da dissidência entre libaneses e sírios, o clube teve como primeiro título Clube Athletico Syrio-Libanez. Em 1938, passou a se chamar Club Athletico Libanez, mas dois anos depois, em 1940, devido à lei de desnacionalização do nome de entidades no Brasil, adotou o título definitivo de Clube Atlético Monte Líbano.
O CAML possui times de diversas modalidades amadoras e infantis. Na década de 80, dominou o basquete masculino nacional, sendo cinco vezes campeão brasileiro (1982, 1984-85, 1985-86, 1986 e 1987), três vezes campeão paulista (1982, 1984 e 1986) e duas vezes campeão sul-americano (1985 e 1986), além de conquistar o vice-campeonato mundial de 1985.

## Fundação
Com a configuração dos Estados resultantes do fim do Império Otomano, os imigrantes árabes no Brasil passaram a se agrupar de acordo com suas regiões de origem. Sírios e libaneses, ligados culturalmente e concentrados no triângulo formado pelas ruas 25 de Março, Cantareira e Avenida dos Estado, formaram um só grupo. Com a independência do Líbano no Oriente Médio, os imigrantes libaneses pediram a implantação do nome Libanez no Sport Club Syrio, clube fundado por sírios em 1917, mas que em 1933 já tinha a maioria de seus sócios famílias libanesas. O pedido, entretanto, foi negado, e diante disso cerca de 30 associados se desligaram da agremiação no mesmo ano.
Buscando um espaço que acomodasse suas famílias e a interação com conterrâneos, a parte libanesa que deixou o Sport Club Syrio decidiu fundar um novo clube. Depois de algumas reuniões no Zahle Clube, optou-se por dar à nova agremiação um caráter social-esportivo. Para isso, as instalações teriam que ser amplas, a fim de receber quadras, piscinas, playgrounds e locais para convívio, do jeito que prega a cultura libanesa, caracterizada por dar um grande valor à educação e à convivência com os conterrâneos.

### Estatuto e arrecadação de fundos
Após decidir pela criação do novo clube, a comunidade libanesa se articulou para viabilizar a fundação. Eleito presidente do Clube Athletico Syrio-Libanez, primeiro nome da agremiação, Salim Simão Racy estabeleceu duas comissões. A primeira, composta por Racy, Nagib Jafet, Jorge Bey Maluf, Miguel Calfat, Calil Andraus e Elias Assad, ficou responsável por buscar investimentos, enquanto a segunda, formada por Ernesto Kury, Alexandre Maluf, Fuad Simão Racy, Nelson Khouri e Michel N. Maluf, recebeu a missão de redigir o estatuto.
Em 4 de abril de 1934, no salão azul do Hotel Esplanada, aconteceu a Assembleia-Geral que oficializou a fundação do Clube Athletico Syrio Libanez. No evento, foi aprovado o estatuto da agremiação e escolhida a diretoria, encabeçada pelo presidente reeleito com mandato de dois anos, Salim Simão Racy. Para comemorar a tão almejada criação do clube, foi realizado, posteriormente, um baile de gala no salão nobre do Clube Commercial.

## Primeira sede
A primeira sede do clube foi uma casa alugada na rua Honduras (Vila América). Nela, a comunidade libanesa desfrutou de jantares, festas, reuniões, jogos de salão e atividades para crianças, aumentando a adesão de sócios para a agremiação. Em meio às festividades, a Comissão de Finanças seguiu sua busca por fundos para angariar a compra do terreno. Em 1935, com uma boa quantia já arrecadada, o presidente Salim Simão Racy apresentou à diretoria dois locais para a construção do clube. O primeiro, na Avenida Brigadeiro Luís Antônio, foi vetado. O segundo, com 38 mil metros quadrados e localizado próximo ao Parque do Ibirapuera, foi o escolhido, mesmo com a negativa de alguns sócios contrários à região, já que, na época, Moema era quase inabitada, tendo apenas chácaras dentro de seus limites.

### Escolha do local
Os relutantes ao local, entretanto, foram convencidos pelos benefícios alegados por Salim Simão, como a tranquilidade dos arredores e a facilidade para estacionar os veículos. Em 18 de junho de 1935, a área, que era usada para o plantio de hortaliças, legumes e frutas, além da criação de gado, foi adquirida por 500 contos de réis, dinheiro proveniente da própria comunidade libanesa. O principal meio de transporte, contudo, para se chegar ao local era o bonde. A linha saía do centro de São Paulo, zona que abrigava a moradia da maioria das famílias libanesas, e passava por toda a Avenida Ibirapuera, uma pequena via que só tinha espaço para os trilhos e para as plataformas de parada. A estação mais próxima, quase de uso particular dos associados, foi chamada de Parada Libanesa.

### Obras e inauguração
Assim que o terreno foi comprado, a sede social, vestiários e quadras de tênis começaram ser construídos. Com ritmo acelerado, as obras foram entregues em sete de outubro de 1936, demorando pouco mais de um ano para serem concluídas. No dia 10 de dezembro do mesmo ano, o clube abriu as portas para a imprensa esportiva conhecer a casa. Os jornalistas, empolgados com o novo espaço do esporte paulistano, não pouparam elogios ao Clube Athletico Syrio-Libanez, que estampou as capas do jornais do dia seguinte, dentre eles o Estado de S. Paulo, com a manchete "A festa inaugural do C. A. Syrio Libanez".

A festa mencionada pela publicação diz respeito ao evento proporcionado pela agremiação para mostrar a infraestrutura do local. O evento reuniu personalidades do esporte e da política paulistana, como Fábio da Silva Prado, prefeito de São Paulo, Henrique Bayma, cônsul da França, e Antônio Prado Júnior, presidente da Federação Paulista de Tênis. Por volta de 200 pessoas acompanharam a partida amistosa entre os melhores tenistas do estado na década de 30 (Alcides Procópio, Nelson Cruz, Silvio de Lara Campos e Anis Simão Racy), e fecharam o dia com um jantar dançante na sede social.

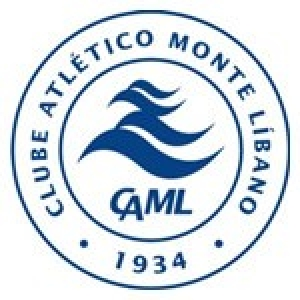
CA Monte Libano

"A alegria e o entusiasmo que me invadem neste momento não resultam somente da satisfação que a colônia sírio-libanesa externa por este ato festivo e solene, como também constituem um justo motivo para demonstrar a sua gratidão por São Paulo, eixo majestoso do Brasil, que amamos como pátria verdadeira. Ela nos acolheu hospitaleira e de nós exigiu apenas o tributo a que estão sujeitos todos os seus filhos: o trabalho. Na lavoura, no comércio, na indústria e, enfim, em todos os ramos da atividade humana, temos um desvelado carinho e com entusiasmo inextinguível no associado à obra do trabalho, que é característico do povo paulista, do nosso povo", disse o presidente Salim Simão Racy em seu discurso na inauguração da primeira sede do Clube Athletico Syrio-Libanez. 

## Mudanças de nome e ampliação
Em uma assembleia do Conselho, presidida por Jorge Ney Maluf, no dia 19 de abril de 1938, foi decidida a primeira mudança de nome do clube, que passou a se chamar apenas Clube Athletico Libanez. No entanto, por conta da lei de desnacionalização dos nomes de entidades no Brasil em 1940, a agremiação se viu obrigada a adotar um novo título: Clube Atlético Monte Líbano, como é chamada até os dias atuais. Nesse mesmo ano, o CAML, acompanhando a prosperidade da cidade de São Paulo, adquiriu três terrenos vizinhos, cedidos por Nagib Jafet, e atingiu os 66 mil metros quadrados, já contando os 5 mil metros quadrados doados à Prefeitura para a duplicação da Avenida Indianópolis.

### Inauguração da piscina
Em 1939, com a ajuda da comunidade libanesa, o clube investiu 190 mil cruzeiros para construir uma piscina na sede social. A nova instalação tinha 25 metros de extensão e profundidades variadas, abrigando crianças, nadadores e amantes de trampolins. A inauguração da piscina, em 17 de março de 1940, contou com a presença do prefeito de São Paulo, Prestes Maia, e de representantes da Federação Paulista de Tênis. Em 1946, foi modernizada, ganhando aparelhos de filtragem e um poço artesiano. No mesmo ano, o aumento do número de associados praticantes de tênis levou à construção de mais quatro quadras da modalidade, com iluminação, e um vestiário.

### Visita ilustre
Em 12 de maio de 1954, aconteceu um dos momentos mais marcantes da história do Clube Atlético Monte Líbano e da comunidade libanesa no Brasil. Nesse dia, o presidente da República do Líbano, Camille Chamoun, visitou São Paulo à convite de Getúlio Vargas e conheceu as instalações da agremiação. Entre as várias homenagens ao mandatário libanês, a principal foi a mudança do nome do trecho da Avenida Indianópolis, endereço do CAML, para Avenida República do Líbano. Além de Chamoun, outras presenças ilustres estiveram nas dependências do clube na década, como o prefeito da capital paulista, Ademar de Barros, o Ministro do Exterior da República do Líbano, Felipe Tacla, e o governador de São Paulo, Jânio Quadros.
Em meio ao reconhecimento político dos anos 50, o CAML seguiu crescendo nos setores esportivo e cultural. Com a criação da Diretoria de Cultura, investiu-se muito em concertos líricos e música árabe, além do nascimento do Pequeno Teatro do C.A. Monte Líbano, grupo dirigido por Flamínio Bollini Cerri e Waldir Wey e com participação de Felipe Carone e Armando Bógus, representantes da comunidade libanesa prestigiados em âmbito nacional. No esporte, a década foi marcada pela inauguração da quadra de basquete em 1951, pelo começo das obras do ginásio de esportes em 1954 e pelo torneio interno de tênis em 1956.

## Consolidação do clube como ponto cultural paulistano
Com a efervescência cultural que tomava a cidade de São Paulo na década de 60, o CAML se tornou palco de figuras de destaque no teatro e na música do Brasil e do mundo. Rita Pavone, Paul Anka, Sammy Davis Jr., Wilson Simonal, Elizete Cardoso, Elis Regina e Erasmo Carlos foram algumas das personalidades que se apresentaram nas dependências da agremiação. Nesse engajamento, o clube promoveu concursos internos entre os associados para descobrir novos talentos, como o Show da Jovem Guarda, em 1966. Três anos depois, ocorreu a primeira edição do Festival de Artes, evento interclubes realizado pelo CAML que agraciou produções de fotografia, canto, música instrumental, entre outras. As finais do piano popular, aliás, tiveram transmissão da Rede Bandeirantes de televisão.
O grupo de teatro deixou a inatividade em 1967 após sete anos parado. O retorno veio com a peça "Society em Baby-Doll", de Henrique Pongetti, que foi vista por mais de mil pessoas nos teatros Maria Della Costa e Bela Vista. Já a ala infantil apresentou, no mesmo ano, o "Homem que Calculava", de Malba Tahan, coroando mais de 50 crianças que brilharam nos palcos do CAML. A partir da década de 60, o clube se reinventou anualmente no âmbito teatral, criando produções continuamente. Nesse mesmo período, as domingueiras, festas realizadas nos finais de semana, acolhiam os jovens ávidos por curtição.
Em meio à ditadura militar, o Monte Líbano promoveu discussões sobre assuntos relvante da época, como nacionalismo econômico, juventude transviada, divórcio, parlamentarismo, entre outros. No fim dos anos 60, a biblioteca do clube saiu dopapel, contando com um acervo inicial de três mil exemplares. Além disso, aulas de oratória entraram no cronograma cultural.

## A nova sede social
Com as disputas de bridge, o jogo de cartas mais popular do clube, o Monte Líbano conseguiu arrecadar uma boa quantia para investir em outras áreas, já que os assentos no salão de jogos para competir no carteado eram pagos de acordo com as apostas vigentes na partida. Em 1967, inclusive, a Federação Brasileira de Bridge realizou no clube um Torneio de Duplas Livres, espécie de campeonato paulista do jogo. As competições internas de basquete, futebol, tênis, voleibol, pólo aquático, natação, judô, entre outros, seguiam trazendo novos sócios. Em 1968, foi inaugurado o ginásio poliesportivo. No lançamento, a Banda da Guarda Civil de São Paulo se apresentou para membros da agremiação, imprensa e autoridades.
Por conta do crescimento incessante do número de associados, a diretoria do clube decidiu construir uma nova sede social. Projetado por Miguel Badra, o espaço previa restaurantes, bares, salões de jogos, locais para convivência adulta e infantil, cinema, boate e salão de festas para mais de 1500 pessoas - capacidade duas vezes maior que o da antiga sede. Vidros de cristal ray-ban vindos do Japão foram utilizados e as obras contaram planos de grandes nomes da engenharia acústica, paisagismo e decoração. Iniciado em 1967, o prédio ficou pronto cinco anos depois, sendo inaugurado no Réveillon de 1972 em uma festa para mais de 1500 pessoas.
O clube seguiu se aprimorando nos anos 70, ganhando uma nova boate, um bar e um teatro. O último foi uma das obras mais desafiadoras da agremiação, já que foi necessário redirecionar um lençol freático que passava embaixo do local. O resultado, contudo, foi a implantação de um dos espaços mais modernas do setor em São Paulo, com ótima acústica, mais de 1 metro de fosso e conforto de alto nível. O CAML também investiu na informatização das questões administrativas, a fim de abrigar um número cada vez maior de eventos. As festividades de aniversário do clube viraram marcos na cidade. Nesses eventos, brilharam artistas como Jorge Ben (1970), Chico Anysio (1971), Toquinho, Vinícius e Clara Nunes (1973), e Maria Creuza (1976).

## Incêndio de 1979
Tudo ia bem no CAML até o dia 23 de maio de 1979, quando, na hora do almoço, um incêndio, iniciado com um curto-circuito na biblioteca, destruiu grande parte da recém-construída sede social. Não houve feridos, mas o prejuízo histórico e estrutural foi imenso. Junto com o prédio, se perderam livros, documentos, fotos e outros arquivos, os quais detalhavam a história da agremiação e de seus fundadores. No entanto, não havia tempo para se lamentar e, diante disso, a reconstrução do local começou no dia seguinte ao incêndio. As doações foram quase que instantâneas, cada associado ajudava da maneira que podia, seja financeiramente ou na organização de eventos, como bingos e shows.
"Quando cheguei ao portão do clube, levei um susto. Ele estava totalmente destruído. Fui até a rampa e os policiais e bombeiros impediram que eu me aproximasse. Naquela mesma noite, convoquei uma reunião com os mais antigos do clube, para definirmos os próximos passos. Eles me aplaudiram e me disseram apenas três coisas: que o clube era meu e da minha equipe, que iríamos reconstruí-lo e que eles estavam conosco nessa empreitada", disse Ernesto Zarzur, presidente do CAML de 78 a 80, 84 a 86 e 88 a 90.
Para manter a agremiação ativa, foram necessários alguns improvisos. O salão de jogos foi transferido para uma pequena sala próxima da piscina e a secretaria se mudou para ao lado da sede. Outras entidades ajudaram emprestando mesas e cadeiras para eventos. O resultado da mobilização libanesa foi a reconstrução do prédio em menos de um ano. Realizada em 29 de março de 1980, a cerimônia de reabertura do local contou com a presença de quase a totalidade dos sócios e do governador de São Paulo, Paulo Salim Mauf. 

## Década de ouro no basquete
Desde a fundação, o CAML investiu nos esportes, mas a partir dos anos 70 a aplicação de verba nessa área cresceu substancialmente. Em 1971, a agremiação lançou o Programa de Integração Esportiva, que dividia crianças em equipes para disputas de competições internas de basquete, voleibol, futebol de salão e natação. Nesse mesmo ano, times de futebol e basquete viajaram para o Líbano afim de participar de campeonatos. Em 1972, os enxadristas se juntaram aos futebolistas para uma excursão na Argentina. Na segunda metade da década, o clube inaugurou piscinas, dessa vez arredondadas, um bar e dois pisos subterrâneos de garagem.
No entanto, foi o basquete masculino que colocou o Clube Atlético Monte Líbano em destaque no cenário nacional. Com a contratação de Orlando Valentim, um dos melhores técnicos da época, em 1970, o clube viveu uma década de franca evolução, premiada com o acesso à elite nacional em 1975. A parceria com grandes patrocinadores, como a General Motors, a Ford e a Ripasa, proporcionou ao CAML trazer jogadores renomados, que levaram a equipe aos títulos paulista e brasileiro de 1982. Para potencializar ainda mais o time, em 1984, José Edvar Simões chegou para o comando técnico. Sob a batuta do consagrado treinador, o Clube Atlético Monte Líbano conquistou quatro Campeonatos Brasileiros (1984-85, 1985-86, 1986 e 1987), dois Paulistas (1984 e 1986) e dois Campeonatos Sul-Americanos de Clube Campeões (1985 e 1986).
A glória máximo do time de basquete, entretanto, bateu no aro. Após grande campanha, deixando para trás o atual campeão Banca di Roma, entre outras equipes, os comandados de Edvar Simões enfrentaram o Barcelona, na casa do rival, pela final do Campeonato Mundial Interclubes de 1985. Com um grande primeiro tempo, o CAML conteve o ímpeto dos espanhóis e triunfou por 51 a 47. No entanto, na segunda etapa, o cansaço barrou o título, perdido para o Barcelona nos instantes finais: 93 a 89. Apesar disso, o Monte Líbano retornou ao Brasil com o status de vice-campeão mundial de basquete.
O alto custo dos jogadores e a falta de patrocínio determinou o fim da equipe profissional do Monte Líbano no começo dos anos 90.

### Títulos do basquete masculino
| Continentais | Continentais                                | Continentais | Continentais                        |
|              | Competição                                  | Títulos      | Temporada                           |
| ------------ | ------------------------------------------- | ------------ | ----------------------------------- |
|              | Campeonato Sul-Americano de Clubes Campeões | 2            | 1985 e 1986                         |
| Nacionais    |                                             |              |                                     |
|              | Competição                                  | Títulos      | Temporada                           |
| Brasil       | Campeonato Brasileiro                       | 5            | 1982, 1984-85, 1985-86, 1986 e 1987 |
| Estaduais    |                                             |              |                                     |
|              | Competição                                  | Títulos      | Temporada                           |
| São Paulo    | Campeonato Paulista                         | 3            | 1982, 1984 e 1986                   |

#### Outros torneios
- Torneio Independência: 1981.
- Torneio Internacional Aniversário: 1982.

### Campanhas de destaque - Basquete Masculino
- Vice-campeão do Campeonato Mundial Interclubes: 1985.
- Vice-campeão do Campeonato Sul-Americano de Clubes Campeões: 2 vezes (1983 e 1987).
- Vice-campeão do Campeonato Paulista: 2 vezes (1981, 1985 e 1987).

## Modernização do clube
Visando dar um conforto maior aos associados, a agremiação construiu um restaurante com serviço de buffet à beira do parque aquático, duas piscinas aquecidas e uma pequena academia de ginástica, além de salas de judô e jazz. Já na década de 90, foi inaugurado um boulevard, responsável por ligar lanchonete, teatro, sala de cursos, de ballet e acessos para o salão de cabeleireiro e o complexo de esportes. Em meio à melhoria da infraestrutura, o CAML buscou se integrar a nova tendência tecnológica mundial, implantando o Plano Diretor de Informática. Todos os espaços do clube, que dispunham de apenas um computador, foram modernizados, o que assegurou a otimização dos serviços oferecidos.
Na área cultural, o CAML lançou a Jornada das Férias, com o objetivo do proporcionar às crianças entretenimento no período de recesso das aulas. Para os jovens, a boate seguiu como grande atrativo. No entanto, com a ascensão da música eletrônica, os bailes foram suspensos por conta da alta procura, que atrapalhava os finais de semana do clube. As dependências da agremiação receberam até um programa ao vivo de televisão mensal apresentado por Eliana Fonseca. A atração contou com a presença de personalidades dos anos 90, como Gabriela Duarte, Denise Fraga, Vera Zimmermann, Suzy Rêgo, Elke Maravilha, Carla Vilhena, Ronaldo Giovanelli, Renata Falzoni e Marta Suplicy.

## Representante da comunidade libanesa no Brasil
Desde a sua fundação, o CAML teve como objetivo representar a comunidade libanesa no Brasil. Em 1995, o clube homenageou a primeira dama libanesa Mouna Haraoui, recebida nas instalações da agremiação pela brasileira Ruth Cardoso. Dois anos depois, foi a vez de seu marido e presidente do Líbano, Elias Haraoui, visitar o CAML. Em 1994, a revista Monte Líbano voltou ser publicada e, três anos mais tarde, começou a ser distribuída nos voos da Middle Eats Airlines, empresa aérea responsável por ligar São Paulo a Beirute, capital libanesa.
Desde 2009, o CAML ajuda a organizar o Caminho da Paz, corrida que simboliza a união entre os povos. Com quase 10 mil participantes na última edição, em 2017, a competição liga o Monte Líbano até o Clube Habraica, percorrendo 7 km e cruzando as principais vias de São Paulo.